# Sönke Rothenberger
Sönke Rothenberger (14 ottobre 1994) è un cavaliere tedesco, specializzato in dressage, vincitore di una medaglia d'oro ai Giochi olimpici di Rio de Janeiro 2016 in squadra, cavalcando lo stallone Cosmo 59.

## Biografia
Figlio dei cavallerizzi pluri-medagliati olandesi Sven e Gonnelien Rothenberger, rappresenta con le sorelle Sanneke e Semmieke la nazionale paterna da quando hanno iniziato le competizioni internazionali. Ha fatto parte del team vincente tedesco alle Olimpiadi di Rio de Janeiro.

## Palmarès
| Anno | Manifestazione  | Sede           | Evento           | Risultato | Prestazione | Note  |
| ---- | --------------- | -------------- | ---------------- | --------- | ----------- | ----- |
| 2016 | Giochi olimpici | Rio de Janeiro | Dressage squadre | Oro       | 81.936      |       |
| 2016 | Giochi olimpici | Rio de Janeiro | Dressage         | 10º (Sf)  | 76.261      | [ 1 ] |
| 2017 | Europei         | Göteborg       | Squadre          | Oro       | -           |       |
| 2017 | Europei         | Göteborg       | Freestyle        | Argento   | -           |       |
| 2017 | Europei         | Göteborg       | Speciale         | Argento   | -           |       |
| 2018 | Mondiali        | Tryon          | Squadre          | Oro       | -           |       |